# Бёйзе, Марсель Рогер
Марсель Рогер Бёйзе (нидерл. Marcel Roger Buyse OFMCap; 22 августа 1892, Бельгия — 29 мая 1974, Лахор, Пакистан) — католический прелат, ординарий епархии Лахора, член монашеского ордена капуцинов.

## Биография
Марсель Рогер Бёйзе родился 22 августа 1892 года в Бельгии. После средней школы поступил во францисканский монастырь капуцинов. После получения богословского образования Марсель Рогер Бёйзе был рукоположён 20 мая 1917 года в священника.
12 июня 1947 года Римский папа Пий XII назначил Марселя Рогера Бёйзе епископом епархии Лахора. 28 октября 1947 года был рукоположён в епископа.
В 1964 года участвовал в работе I, II и IV сессиях II Ватиканского собора.
12 марта 1967 года ушёл на пенсию и был назначен титулярным епископом Иунки Бизаценской.
Умер 29 мая 1974 года в Лахоре, Пакистан.